# 17940 Kandyjarvis
17940 Kandyjarvis este o planetă minoră (asteroid), cu un diametru de 1,83 km, din centura de asteroizi. A fost descoperită pe 8 mai 1999 la Catalina Station⁠(d) de Catalina Sky Survey. 
Obiectul prezintă o orbită caracterizată de o semiaxă mare de 2,3496228 UAi, o excentricitate de 0,08, o înclinație de 5,72879 ° în raport cu ecliptica.